# Blosseville-Haarschwanzfledermaus

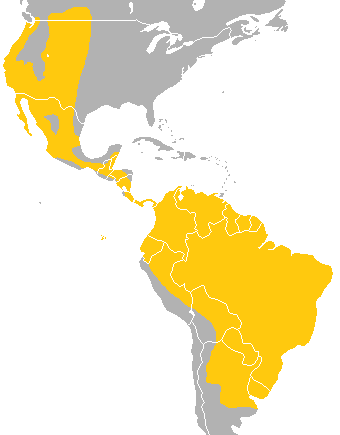
Verbreitungsgebiet vor Abspaltung der nord- und mittelamerikanischen Populationen

Die Blosseville-Haarschwanzfledermaus oder Westliche Rotfledermaus (Lasiurus blossevillii) ist eine in Südamerika weit verbreitete Fledermaus in der Gattung der Haarschwanzfledermäuse. Die Population zählte zeitweilig als Synonym oder Unterart der Roten Fledermaus (Lasiurus borealis).

## Merkmale
Unter den Haarschwanzfledermäusen ist die Art recht klein mit einer Kopf-Rumpf-Länge von 44 bis 62 mm, einer Schwanzlänge von 38 bis 58 mm und einem Gewicht von 6 bis 13,5 g. Es sind 36 bis 48 mm lange Unterarme, Hinterfüße von 6 bis 9 mm Länge und 6 bis 11,5 mm lange Ohren vorhanden. Beim langen und dichten Fell der Oberseite besitzen die Haare vier Farbabschnitte. Sie sind an der Wurzel schwarzbraun, danach weiß bis hellbraun, im dritten Abschnitt braun bis orange und an den Spitzen dunkelbraun bis schwarz. So entsteht eine rötliche Färbung mit weißlichen Stellen. Bei den Haaren der Unterseite fehlt der weiß-hellbraune Abschnitt. Je nach Population dominieren die rote oder die schwarze Tönung. In den breiten abgerundeten Ohren befindet sich eine kurzer gebogener Tragus. Sie sind wie das Gesicht rotbraun gefärbt. An der hinteren Kante der Schwanzflughaut befindet sich ein dichter Haarsaum. Die Zahnformel der Blosseville-Haarschwanzfledermaus ist I 1/3, C1/1, P 2/2, M 3/3, was 32 Zähne im Gebiss ergibt. Der diploide Chromosomensatz enthält 28 Chromosomen.

## Verbreitung
Noch bis in die 2010er Jahre zählten Populationen in Nord- und Mittelamerika zu dieser Art. Nach genetischen Studien sind diese als Wüsten-Haarschwanzfledermaus (Lasiurus frantzii) klassifiziert. Zur Blosseville-Haarschwanzfledermaus zählen noch die Population vom Osten Perus, vom Nordosten Argentiniens und von Uruguay nördlich bis an die Küsten des Pazifiks, des Karibischen Meers und des Atlantiks. Die Art ist zusätzlich auf den Galapagosinseln verbreitet. Sie lebt im Hügelland und Gebirge bis 2400 Meter Höhe. Diese Fledermaus hält sich in Regenwäldern, trockenen Wäldern, Savannen, Buschlandschaften und Kulturlandschaften auf.

## Lebensweise
Die Exemplare ruhen am Tage im Blattwerk von Bäumen und Büschen oder selten an Ästen sowie in Gebäuden. Sie beginnen ihre Nahrungssuche etwa ein bis zwei Stunden nach dem Sonnenuntergang. Meist ruht jedes Individuum allein und nur selten treten Gruppen aus Weibchen und Jungtieren mit 4 bis 9 Mitgliedern auf. Bei südlichen Populationen kommen oft Wanderungen vor, die in größeren Gruppen erfolgen. Die Blosseville-Haarschwanzfledermaus fliegt schnell und hoch bei ihrer Jagt auf Motten und andere Insekten. Vermutlich sucht sie öfter über Wasserläufen und Teichen nach Beute. Die Rufe zur Echoortung enden bei 40 bis 45 kHz.
Die Fortpflanzungszeit ist von der Verbreitung abhängig. Vermutlich werden zwei Nachkommen pro Wurf geboren. Jungtiere halten sich anfänglich im Fell der Mutter fest. Diese Fledermaus wird von der Schleiereule und der Styxeule gejagt.

## Gefährdung
Die Art ist weit verbreitet und hat schätzungsweise eine große Gesamtpopulation. Die IUCN beurteilte die Blosseville-Haarschwanzfledermaus vor der Abspaltung der mittel- und nordamerikanischen Populationen als nicht gefährdet (least concern).